# Tupaia dorsalis
Tupaia dorsalis é uma espécie de mamífero arborícola da família Tupaiidae.
Endêmica da ilha de Bornéu (Indonésia, Brunei e Malásia).